# Мамедов, Мамед Аскер оглы
Мамед Аскер оглы Мамедов (азерб. Məmməd Əsgər oğlu Məmmədov; 1928, Казахский уезд — 1998, Баку) — советский азербайджанский партийный и государственный деятель. Герой Социалистического Труда (1980).

## Биография
Родился в семье крестьянина в 1928 году в селе Кёгнакала Казахского уезда Азербайджанской ССР (ныне Товузский район Азербайджана).
Окончил Азербайджанский сельскохозяйственный институт в 1952 году, позже, в 1960 году окончил Высшую партийную школу при ЦК КПCС.
Начал трудовую деятельность в 1950 году заведующим хозяйством в Кировабадском отделе Госбанка. С 1952 по 1953 год занимал посты инструктора отдела агитации и пропаганды и секретаря по кадрам Гянджинского областного комитета ВЛКСМ, с 1953 года заместитель директора Закатальской районной МТС по политчасти, через некоторое время, в этом же году назначен вторым секретарем Бардинского райкома КП Азербайджана. В 1960 году короткое время работает инструктором отдела сельского хозяйства ЦК КП республики, с 1960 года первый секретарь Ахсуинского райкома КП Азербайджана, с 1962 года начальник Кюрдамирского, а с 1967 года Таузского районных управлений сельского хозяйства.
В 1971—1986 годах первый секретарь Сабирабадского районного комитета КП республики. На посту руководителя Сабирабадского района Мамед Мамедов проявил себя, как умелый  и опытный руководитель. За период десятой пятилетки объем производства в районе увеличился — производство зерна и яиц увеличилось в 1,8 раз, хлопка и мяса — в 1,6 раз, производство молока — в 1,2 раза. Производства основной продукции района — хлопка — достигло показателя в 100 тысяч тонн. Одним из секретов получения высоких урожаев в районе стало применение Ипатовского метода — район первым в республике стал его применять на практике.
Указом Президиума Верховного Совета СССР от 3 октября 1980 года, за выдающиеся успехи, достигнутые в досрочном выполнении заданий десятой пятилетки по производству продукции промышленности и сельского хозяйства Мамедову Мамеду Аскер оглы присвоено звание Героя Социалистического Труда с вручением ордена Ленина и золотой медали «Серп и Молот».
С 1986 года старший агроном отдела вспомогательного сельского хозяйства при Министерстве лесного хозяйства Азербайджанской ССР, с 1988 года заместитель начальника управления, с 1989 года директор Хырдаланской лесной мелиорационной станции. С 1991 года начальник объединения «Азерсортзерно», с 1992 года ведущий инженер отдела пищевых товаров и вспомогательного сельского хозяйства Министерства лесного хозяйства республики. С 1993 по 1995 год глава Исполнительной власти Товузского района. С 1995 года на пенсии.
Активно участвовал в общественно-политической жизни страны. Депутат Верховного Совета Азербайджанской ССР 8 созыва от Шыхсалахлинского избирательного округа № 299, член Планово-бюджетной комиссии ВС АзССР 8 созыва. Депутат Верховного Совета Азербайджанской ССР 9 созыва от Уладжалинского избирательного округа № 316, член комиссии по сельскому хозяйству ВС АзССР 9 созыва. В ряды КПСС вступил в 1949 году. С 1971 года кандидат в члены, с 1976 года член ЦК КП Азербайджана. Делегат XXV и XXVI съезда КПСС, неоднократно делегат съездов КП Азербайджана. Избирался депутатом в Бардинский, Кюрдамирский, Таузский и Апшеронский районные советы.
Ушел из жизни в 1998 году в городе Баку.

## Награды
- Медаль «Серп и Молот» (03.10.1980)
- Орден Ленина (03.10.1980)
- Орден Октябрьской революции (27.12.1976)
- Орден Трудового Красного Знамени (12.12.1973)
- Медаль «За трудовую доблесть» (08.04.1971)
- Медаль «За доблестный труд. В ознаменование 100-летия со дня рождения Владимира Ильича Ленина» (1970)
- Почетная грамота Президиума Верховного Совета Азербайджанской ССР (1978)
- Медали ВДНХ — золотая и серебряная (1974)